# Scomberomorus tritor
Lo  Scomberomorus tritor, noto in italiano come sgombro macchiato (spanish mackerel o king fish in inglese), è un pesce osseo marino della famiglia Scombridae.

## Distribuzione e habitat
È diffuso nella fascia tropicale dell'Oceano Atlantico orientale da cui è penetrato nel mar Mediterraneo, dove è rarissimo e noto solo in Sicilia ed a Nizza.
Fa vita pelagica in acque costiere.

## Descrizione
Ha aspetto simile alla palamita ma molto più allungato ed affusolato ma appiattito lateralmente, con testa e bocca proporzionalmente più piccole. Denti robusti e vistosi. Ha due pinne dorsali, di cui la prima a triangolo rettangolo, bassa e la seconda triangolare alta e più breve, quasi opposta e quasi uguale alla pinna anale. Pinna caudale potente, a forma di falce, portata da un peduncolo caudale sottile su cui sono presenti delle pinnule.
Il colore è argenteo con dorso azzurro, sui fianchi sono sparse macchie rotondeggianti grigiastre.
Misura fino ad 1 m di lunghezza.

## Biologia

### Alimentazione
Si ciba di pesci, principalmente clupeidi. Caccia in banchi.

### Riproduzione
Nelle popolazioni di questa specie le femmine sono molto più numerose dei maschi.

## Pesca
Viene catturato dai pescatori di professione con reti da posta e da circuizione ed è una tipica preda dei pescatori sportivi con la tecnica della traina.
Le carni sono ottime.

## Tassonomia
In passato è stato confuso con Scomberomorus maculatus (Mitchill, 1815), specie dell'atlantico americano in tutto simile a S. tritor e non presente in Europa né in Africa occidentale.

## Specie affini

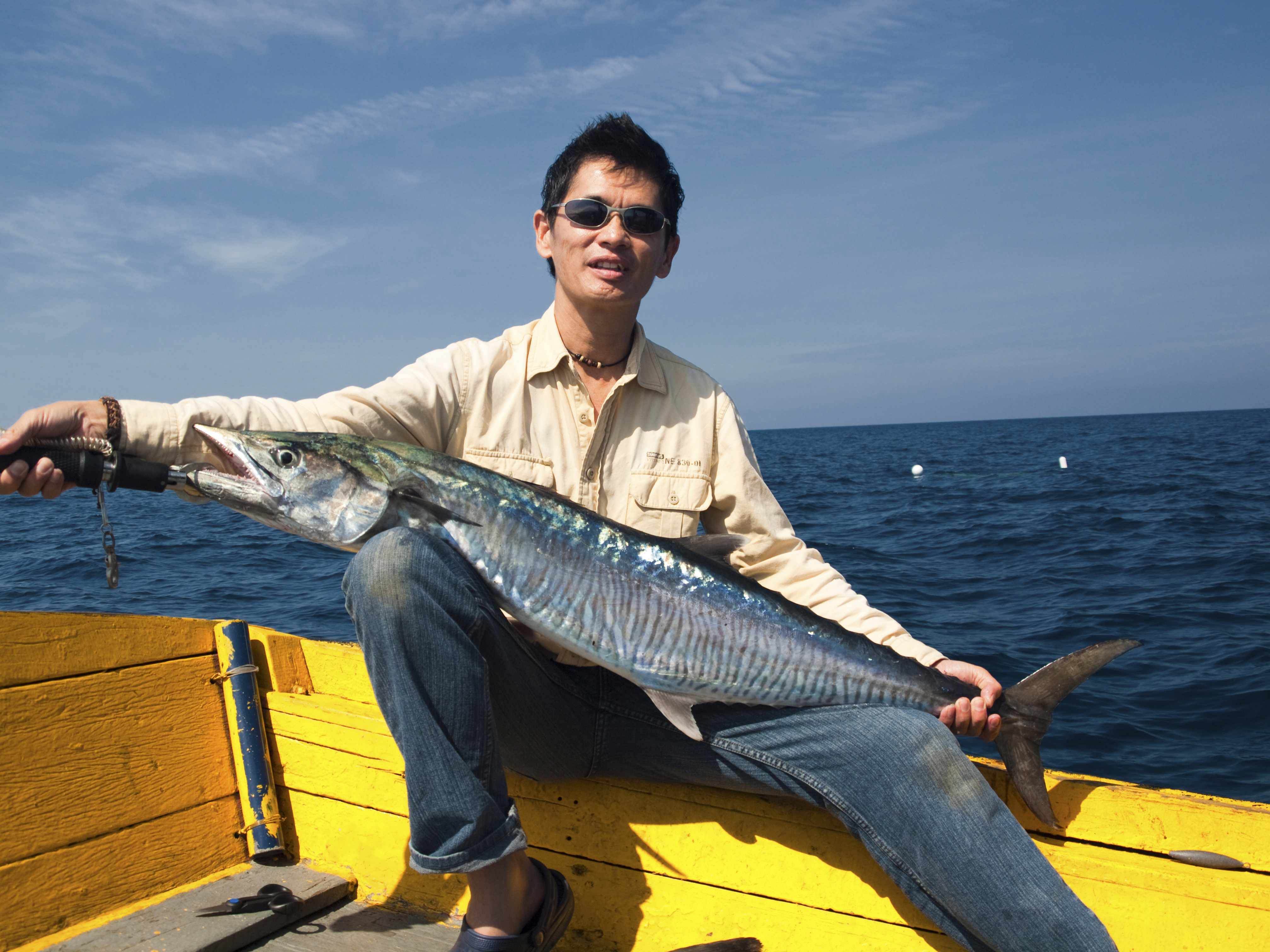
Grande esemplare di Scomberomorus commerson

Scomberomorus commerson (Lacepède, 1800) o sgombro spagnolo è una specie lessepsiana proveniente dal mar Rosso e penetrata nel Mediterraneo dal canale di Suez. Si distingue da S. tritor per la livrea che ha delle linee irregolari scure verticali sul ventre, per la prima pinna dorsale non di colore nero e per la linea laterale sinuosa nella parte posteriore. Può raggiungere i 2 metri di lunghezza per oltre 50 kg di peso.